# Madaripur (Distrikt)

Lage von Madaripur in Bangladesch

Madaripur (Bengalisch: মাদারিপুর) ist ein Verwaltungsdistrikt im zentralen Bangladesch, der innerhalb der Division Dhaka, der übergeordneten Verwaltungseinheit, liegt. Die im Hauptstadt des Distrikts bildet die gleichnamige Stadt Madaripur. Die Gesamtfläche des Distrikts beträgt 1144 km². Der Distrikt setzt sich aus den 4 Upazilas Kalkini, Madaripur Sadar, Rajoir und Shibchar zusammen.
Der Distrikt Madaripur grenzt an Faridpur und Munsiganj im Norden, Barishal im Süden, Shariatpur im Osten und Gopalganj im Westen. Die Nordgrenze bildet der Fluss Padma. Der Distrikt hat 1,2 Millionen Einwohner (Volkszählung 2011). Die Alphabetisierungsrate liegt bei 48 % der Bevölkerung. 91,1 % der Bevölkerung sind Muslime und 8,8 % sind Hindus.
Die Wirtschaft von Madaripur ist überwiegend landwirtschaftlich geprägt. Aus der Summe von etwa 244.000 ansässigen Betrieben des Distrikts sind 57,68 %  landwirtschaftliche Betriebe. Produziert werden vorwiegend Reis, Weizen, Jute, Gemüse, Gewürze und Hülsenfrüchte.
Die jährliche Durchschnittstemperatur dieses Bezirks variiert von maximal 35,8 Grad Celsius bis minimal 12,6 Grad. Die jährliche Niederschlagsmenge beträgt 2105 mm und die Luftfeuchtigkeit ist hoch.
Madaripur wurde 1854 als Subdivision des Distrikt Bakerganj gegründet. 1873 wurde es von Bakerganj getrennt und dem Distrikt Faridpur angegliedert. Madaripur wurde 1984 in einen Distrikt umgewandelt. Der Madaripur-Bezirk wurde nach dem Sufi-Heiligen Sayed Badiuddin Ahmed Zinda Shah Madar (gestorben 1434 n. Chr.) benannt.